# Graffolitas
Graffolitas es una banda de punk rock originada en la ciudad de Durazno, Uruguay.

## Historia
La banda surge en el año 1993, y desde entonces se han dedicado a participar en numerosos acontecimientos artísticos.
Participaron en el Pilsen Rock de la ciudad de Durazno en casi todas sus ediciones (ausente en el 2006), enfrentándose a un increíble número de espectadores que ha crecido en cada una de las ediciones comenzando con 50.000 personas en la primera edición del año 2003, hasta cerca de 150.000 en la realizada en el 2006.
Graffolitas participó del recital "Contra el Alca" realizado en la Av. 18 de Julio en noviembre del 2004.
En abril del mismo año fueron invitados por La Vela Puerca para acompañarlos en un recital organizado por ellos en la ciudad de Buenos Aires (Argentina).
Han actuado en escenarios como el Teatro de Verano, el Velódromo Municipal, la Estación Central de AFE, entre otros, en varias oportunidades. Asimismo también han brindado espectáculos en distintos puntos del Uruguay, como Atlántida (Canelones), Juan Lacaze (Colonia), Rivera, Chuy (Rocha), Sarandí Grande (Florida), Ciudad de Florida, Flores, Paysandú, Las Piedras (Canelones), Maldonado, San José y Tacuarembó entre otros.
En noviembre del 2007 la banda fue invitada para abrir el show que brindó la banda navarra Marea en el boliche DoS.
Luego de abandonar los escenarios en el año 2012, la banda se volvió a juntar en el año 2023 para conmemorar los 30 años de formación de la misma, participando del festival Durazno Rock y realizando presentaciones en Montevideo.
El 4 de julio de 2025 lanzaron Epístolas para un destinatario ausente, su primer disco en 14 años, con la producción de Sebastián Teysera.

## Nombre
El nombre que los denomina es una deformación del nombre que lleva un tipo de gusano que se puede encontrar en los duraznos (fruta) y que ocasiona su putrefacción. Es así que este nombre nos da otra razón para hablar de esta banda como transgresora, ellos eligen mezclar el humor y la crítica, y eso es lo que los ha caracterizado desde sus comienzos hasta la actualidad.

## Discografía
- Graffolitas banda (Producción independiente. 2000)
- PobreS.A. (Producciones Koala. 2004)
- Mutuatatú (Montevideo Music Group. 2007)
- El Lenguaje de las Flores (Montevideo Music Group. 2011)
- Epístolas para un destinatario ausente (Little Butterfly Records. 2025)